# ویرایشگر فیلم ای‌وی‌اس
ویرایشگر فیلم ای‌وی‌اس (به انگلیسی AVS Video Editor) یک نرم‌افزار ویرایش ویدئو است که توسط شرکت Online Media منتشر شده‌است. این بخشی از مجموعه نرم‌افزار AVS4YOU است که شامل برنامه‌های تصویری، صوتی، ویرایش و تبدیل تصویر، ویرایش و رایت دیسک، تبدیل سند و پاک کننده رجیستری است. این نرم‌افزار امکان ایجاد و ویرایش فیلم‌ها با طیف گسترده‌ای از جلوه‌های صوتی و تصویری، متن و انتقال، فیلم‌برداری از روی صفحه نمایش، وب یا دوربین‌های DV و نوار VHS، ضبط صدا، ایجاد منو برای دیسک‌ها، همچنین ذخیره آن‌ها در تعداد زیادی قالب فایل ویدیویی، رایت در دیسک‌ها یا انتشار در فیس بوک، یوتیوب، فلیکر و غیره فراهم می‌کند.